# Nyodes punctata
Nyodes punctata är en fjärilsart som beskrevs av M.Gaede 1935. Nyodes punctata ingår i släktet Nyodes och familjen nattflyn. Inga underarter finns listade i Catalogue of Life.